# غويليرمي ماوريسيو
غويليرمي ماوريسيو (بالفرنسية: Guilherme Mauricio)‏ هو لاعب كرة قدم فرنسي في مركز الوسط، ولد في 12 أكتوبر 1974 في كليشي في فرنسا. لعب مع ستاد لافال ونادي النجم الأحمر ونادي شاتورو.

## وصلات خارجية
- غويليرمي ماوريسيو على موقع رابطة كرة القدم الفرنسية للمحترفين (الإنجليزية)
- غويليرمي ماوريسيو على موقع قاعدة بيانات كرة القدم.إي يو (الإنجليزية)
- غويليرمي ماوريسيو على موقع Soccerway.com (الإنجليزية)
- غويليرمي ماوريسيو على موقع عالم كرة القدم.نت (الإنجليزية)
- غويليرمي ماوريسيو على موقع GSA (الإنجليزية)